# Aker
Aker – bóstwo związane przede wszystkim z ziemią i światem podziemnym. W sztuce wyobrażany jako podwójny sfinks lub lew, był groźnym mieszkańcem zaświatów, strażnikiem bram i pomocnikiem słońca w walce z Apopem. Nie należał nigdy do grona wielkich bogów, a mimo swej roli w zaświatach nie posiadał żadnej świątyni, ani miejsca kultu.